# Winter Olympiad 88
Winter Olympiad 88 è un videogioco sportivo a discipline multiple invernali pubblicato all'inizio del 1988 per i computer Amiga, Atari 8-bit, Atari ST, BBC Micro, Commodore 64, Electron, MS-DOS e ZX Spectrum dalla Tynesoft. È ispirato, ma non legato ufficialmente, ai XV Giochi olimpici invernali (Calgary 1988). In Nordamerica uscì come Winter Challenge, sottotitolato World Class Competition solo in copertina, edito a basso prezzo dalla Thunder Mountain, etichetta appartenente alla Mindscape. La riedizione della Micro Value, etichetta economica della Tynesoft, è intitolata solo Winter Olympiad. Versioni di Winter Olympiad 88 per Amstrad CPC e Commodore 16 vennero pubblicizzate, ma non realizzate.
Dopo Winter Olympiad 88, lo stesso anno, Tynesoft pubblicò Summer Olympiad, dedicato ai giochi olimpici estivi, per quasi tutti gli stessi computer del precedente.
La Micro Value ripubblicò i due giochi abbinati nella raccolta The Olympiad Collection, nel 1992 circa, per Amiga, Atari ST e Commodore 64.
Winter Olympiad 88 è apparso in molte altre raccolte più eterogenee, come Game Set and Match 2 (C64 e Spectrum) e U4 (Amiga) della Ocean, Mega Pack, 10 Megahits Vol. 2, Play It Again Sam 8 (BBC/Electron).
Winter Olympiad 88 non va confuso con Winter Olympics, pubblicato dalla Tynesoft nel 1986 per vari computer (in particolare entrambi i giochi esistono per Atari 8-bit, BBC Micro ed Electron), che presenta alcune discipline molto simili.

## Modalità di gioco
Si inizia selezionando il numero dei giocatori e per ciascuno la nazione di appartenenza e il nome. In molte delle versioni l'accompagnamento musicale iniziale è tratto da Pop Looks Bach, sigla del programma televisivo britannico Ski Sunday. Dopo una breve scena della cerimonia di inaugurazione, dove la folla dello stadio olimpico espone una scritta del titolo del gioco, si affrontano 5 discipline dotate di prospettive tra loro diverse. Le discipline si giocano sempre nello stesso ordine, che dipende dalla versione, ma è possibile saltare quelle indesiderate. Nel caso di due o più giocatori si gareggia a turno e si compete per i migliori punteggi finali; nessuna disciplina permette il gioco in simultanea. 
Le discipline, con l'eccezione delle versioni BBC/Electron, sono le seguenti.
- Salto con gli sci – Si inizia con una vista tridimensionale dalla cima del trampolino dello sciatore che parte, poi la visuale diventa di lato a scorrimento durante il volo. In fondo al trampolino si può favorire il salto spingendosi al momento giusto. In aria si possono fare movimenti per bilanciare gli sci, cercando di ridurre la resistenza all'aria e infine di atterrare in posizione corretta. Si riceve una valutazione che dipende sia dalla distanza coperta sia dallo stile.
- Discesa libera – La visuale è tridimensionale da dietro lo sciatore; in molte versioni c'è anche una piccola finestra a parte, a forma di occhiali da sci, che mostra la vista proprio di fronte al personaggio, che altrimenti è parzialmente coperta dalla sagoma dell'uomo nella visuale principale. Si deve percorrere nel minor tempo possibile una pista di tre chilometri, evitando numerosi alberi, rocce e tronchi distesi. È possibile regolare la velocità e saltare i tronchi.
- Biathlon – Le tappe di sci di fondo sono multischermo con visuale di lato e con diversi sfondi di paesaggi montani. Il percorso è lineare e obbligato e alcune schermate presentano dislivelli. Si prende velocità oscillando ritmicamente i comandi. Quando si arriva ai poligoni di tiro a segno la visuale diventa frontale verso i bersagli, che si devono colpire usando un mirino traballante. Per ogni bersaglio mancato si verrà penalizzati sul tempo totale.
- Slalom – La visuale è isometrica a scorrimento diagonale verso in basso a sinistra. Si fa virare lo sciatore per cercare di superare dal lato giusto le bandierine ed evitare le relative penalità sul tempo totale. Con il pulsante di fuoco si può acquistare più velocità.
- Bob a due – La visuale è tridimensionale da dietro il bob, all'interno della pista. A inizio corsa si smanettano i controlli per prendere velocità, poi quando gli atleti sono saltati a bordo si agisce su spostamento a destra e sinistra e freno. Bisogna affrontare le  curve con tempismo e si è aiutati da una minimappa del percorso, che mostra la posizione attuale. Una curva veloce si affronta meglio con il bob più in alto, verso il bordo della pista, ma se si esagera si rischia di cappottare.

### Versioni BBC/Electron
Le versioni per BBC Micro ed Electron si differenziano maggiormente dalle altre. Solo queste, in particolare, sono dotate di 6 discipline. Quella in più è il pattinaggio di velocità, che avviene in una schermata divisa in finestre: due visuali del pattinatore, di lato e da davanti, e una pianta della pista ovale. Alternando rapidamente i controlli si aumenta la velocità, tuttavia se si esagera i pattini scivolano troppo e si rallenta.
Altra differenza notevole è che la disciplina della discesa libera è sostituita dallo slalom gigante. La visuale e il concetto sono piuttosto simili alla discesa libera delle altre versioni, ma anziché ostacoli naturali ci sono le porte da non mancare.
Ci sono poi semplificazioni varie nei controlli, ad esempio in entrambi gli slalom si usano i due soli tasti per destra e sinistra.

## Accoglienza
La critica dei suoi tempi accolse Winter Olympiad 88 in modo molto variabile. Di solito era apprezzato dal punto di vista grafico, ma la giocabilità era a volte criticata molto negativamente. Molto frequente era il paragone con il più noto Winter Games, altro gioco di sport invernali uscito circa due anni prima con grande successo, per buona parte delle piattaforme per le quali uscì Winter Olympiad 88 (tutte tranne Atari 8-bit, BBC ed Electron); nonostante fosse più datato, Winter Games veniva considerato superiore.
Secondo quanto affermato sulla copertina della riedizione della Micro Value, uscita circa all'inizio del 1991, Winter Olympiad 88 fino ad allora aveva venduto oltre 200 000 copie.

## Promozione
L'edizione originale di Winter Olympiad 88, almeno per alcune piattaforme, conteneva un modulo per partecipare a un concorso con in palio un viaggio con partenza da Londra per assistere alle Olimpiadi a Calgary. Tuttavia si poteva partecipare entro il 30 gennaio 1988, a poca distanza dall'uscita del gioco, e l'offerta era già scaduta quando la stampa iniziò a recensirlo.
Il premio comunque fu vinto da un utente di Electron, e pare che ci furono migliaia di partecipanti da tutta Europa.